# Quod votis
Die Enzyklika Quod votis (über die vorgeschlagene Katholische Universität) wurde von Papst Leo XIII. am 30. April 1902 erlassen.
Diese Enzyklika richtete sich nur an den Erzbischof von Wien Anton Joseph Gruscha, an den Fürstbischof von Breslau Georg von Kopp, an den Erzbischof von Prag Kardinal Leo Skrbenský von Hříště, an den Erzbischof von Krakau Jan Puzyna de Kosielsko und die Erzbischöfe und Bischöfe Österreichs.
Mit dieser Enzyklika wird die Genehmigung erteilt, eine geplante bzw. vorgeschlagene Katholische Universität zu gründen. Ihr wird gleichzeitig die Lehrbefugnis erteilt sowie die Erarbeitung von Leitlinien angefordert.